# Cochlostoma pageti
Cochlostoma pageti е вид охлюв от семейство Diplommatinidae. Видът е почти застрашен от изчезване.

## Разпространение и местообитание
Разпространен е в Гърция.
Обитава скалисти райони и каньони.

## Описание
Популацията на вида е стабилна.